# La vocación de los santos Andrés y Pedro
La vocación de los santos Andrés y Pedro es un cuadro atribuido a Caravaggio, realizado en 1603 y conservado en el Palacio de Buckingham, Londres (Royal Collection).

## Análisis
La escena sucede cuando Jesucristo encuentra a los hermanos Simón Pedro y Andrés, llamándoles a seguirle. Es narrado en el Evangelio de Mateo:

«Andando Jesús junto al mar de Galilea, vio a dos hermanos, Simón, llamado Pedro, y Andrés su hermano, que echaban la red en el mar; porque eran pescadores. Y les dijo: Venid en pos de mí, y os haré pescadores de hombres. Ellos entonces, dejando al instante las redes, lo siguieron».
Mateo, IV: 18-20

Jesús es representado por un joven sin barba, contrario a las escenas que lo muestran blanco y barbado. El más prominente de los hombres en el cuadro es, sin duda, Simón. Sostiene con su mano un pez y se acerca lentamente a Jesús. El marco está un poco dañado debido al paso del tiempo, pero el conjunto central se mantiene en buen estado. Está datado en la etapa romana de Caravaggio, hacia 1603.
Fue adquirido en 1637 por Carlos II de Inglaterra, ávido coleccionista de arte. Durante la época de Oliver Cromwell fue vendido, pero Carlos II logró recuperarlo. Actualmente es posesión de Carlos III. Durante mucho tiempo se la creyó una copia, pero el 10 de noviembre de 2006 fue declarado como un Caravaggio auténtico. Está valuado en 50 millones de libras esterlinas, pero no está a la venta puesto que es propiedad de la Corona británica. Esta institución la mantiene como muestra de arte para sus súbditos.
Entre el 22 de noviembre de 2006 y el 31 de enero de 2007 formó parte de una exhibición del Barroco en la Galería Termini de Roma. A continuación pasó a una muestra en el Palacio de Buckingham, Londres, en marzo del mismo año.